# Cnemaspis kendallii
Cnemaspis kendallii är en ödleart som beskrevs av  Gray 1845. Cnemaspis kendallii ingår i släktet Cnemaspis och familjen geckoödlor. Inga underarter finns listade i Catalogue of Life.